# Ärtemarks pastorat
 Ärtemarks pastorat är ett pastorat i Dalslands kontrakt i Karlstads stift i Svenska kyrkan. Pastoratet ligger i Bengtsfors kommun i Västra Götalands län.

## Administrativ historik
Pastoratet omfattar sedan 2013 följande församlingar..
- Ärtemarks församling
- Torrskogs församling
- Laxarby-Vårviks församling